# Caradrina oberthuri
Caradrina oberthuri är en fjärilsart som beskrevs av Rothschild 1913. Caradrina oberthuri ingår i släktet Caradrina och familjen nattflyn. Inga underarter finns listade i Catalogue of Life.